# Anchiano
Anchiano är en by (frazione) i kommunen Vinci, provinsen Florens, Toscana i Italien.
Här föddes Leonardo da Vinci den 15 april 1452.